# قبائل يوروبا
قبائل يوروبا (بالإنجليزية: Tribes of Europa) هو مسلسل خيال علمي ألماني من إخراج فيليب كوخ وفلوريان باكسمير, تم عرضه لأول مرة على نتفليكس في 19 شباط 2021.

## ملخص
في عام 2074, شرع ثلاثة أشقاء في تغيير مصير أوروبا بعد كارثة عالمية تسببت في انقسام أوروبا إلى دول صغيرة قبلية متحاربة بائسة تتنافس على الهيمنة على الدول الأخرى. ينشغل ثلاثة أشقاء في الصراع عندما يمتلكون مكعباً غامضاً.

## يقذف
- هينرييتا كونفيوريوس بدور ليف[3]
- أوليفر ماسوتشي مثل موسى
- ديفيد علي راشد بدور إيلجا
- إميليو ساكرايا بدور كيانو
- مليكا فوروتان بدور فارفارا
- آلان بلازيفيتش بدور كريمسون

## الحلقات
| رقم | العنوان | المخراج    | الكاتب     | تاريخ الإصدار الحلقة |
| --- | ------- | ---------- | ---------- | -------------------- |
| 1   | "فصل 1" | يُعلن لاحقاً | يُعلن لاحقاً | 19 شباط 2021         |
| 2   | "فصل 2" | يُعلن لاحقاً | يُعلن لاحقاً | 19 شباط 2021         |
| 3   | "فصل 3" | يُعلن لاحقاً | يُعلن لاحقاً | 19 شباط 2021         |
| 4   | "فصل 4" | يُعلن لاحقاً | يُعلن لاحقاً | 19 شباط 2021         |
| 5   | "فصل 5" | يُعلن لاحقاً | يُعلن لاحقاً | 19 شباط 2021         |
| 6   | "فصل 6" | يُعلن لاحقاً | يُعلن لاحقاً | 19 شباط 2021         |